# Dongria Kondh

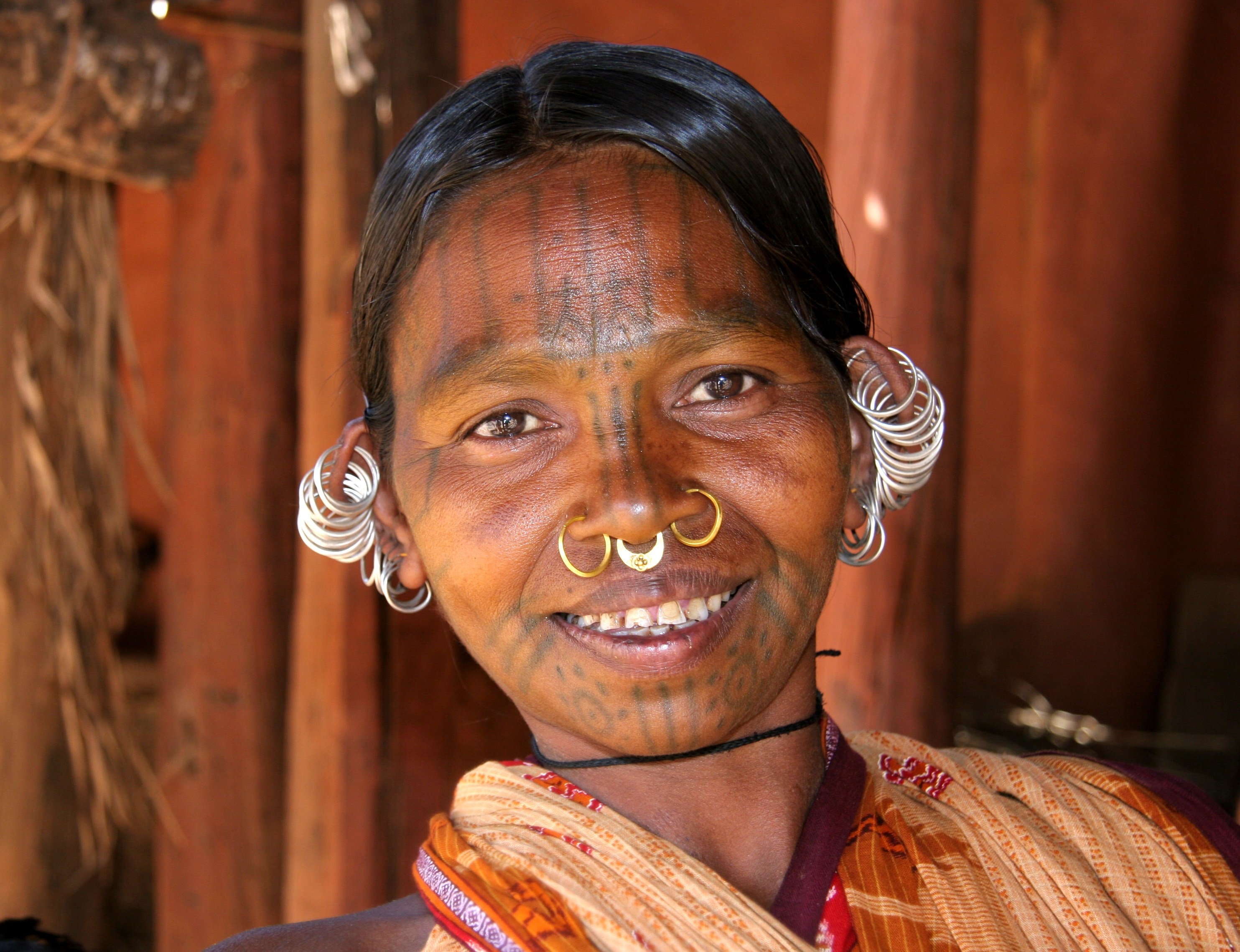
Frau der Kutia Kondh, einer weiteren Untergruppe der Kondh

Die Dongria Kondh sind eine zu den Kondh gehörende indigene Volksgruppe im indischen Bundesstaat Odisha mit über 8.000 Mitgliedern. Die zu den Adivasis zählenden Dongria Kondh leben in Dörfern rund um die Niyamgiri-Berge und nennen sich selbst Jharnia, was „Hüter der Flüsse“ bedeutet, da sie ihren heiligen Berg Niyam Dongar und die Flüsse zwischen seinen dichten Wäldern beschützen. Niyam Dongar ist der Sitz von Niyam Raja, dem Gott der Dongria Kondh. Der Berg wird als der „Berg des Rechts“ bezeichnet und ist die Lebensgrundlage der Menschen.

## Probleme
Am Berg der Dongria Kondh gibt es große Vorkommen des Aluminiumerzes Bauxit. Das britische Bergbauunternehmen Vedanta Resources plant dort den Bau einer Mine, um den wertvollen Rohstoff abzubauen. Trotz internationaler Proteste und fehlender Genehmigung für die Mine, hat Vedanta bereits eine Bauxit-Raffinerie in der Nähe des Berges errichtet, die jedoch nicht erweitert werden darf. Um diese gewinnbringend zu nutzen, ist jedoch das Bauxit des Berges nötig. Durch den Bau der Raffinerie sind bereits große Flächen des angestammten Waldes der Dongria Kondh und benachbarter Gruppen gerodet worden, wodurch das Dorf Kinari komplett zerstört wurde. Die Menschen wurden in Lager umgesiedelt und sind nun von Sozialleistungen abhängig. Das Abfallprodukt der Raffinerie, ein feiner roter Staub, gefährdet die Gesundheit der Menschen und Tiere vor Ort und bedroht das Pflanzenwachstum in der Region.
Zu Beginn der 2010er Jahre musste das Unternehmen Rückschläge für den geplanten Bau einstecken. Obwohl das Projekt zunächst Zustimmung erhielt und von der indischen Regierung genehmigt wurde, zog Indiens Umweltminister Jairam Ramesh kurz vor seinem Ausscheiden aus dem Amt eine Genehmigung zurück. Der Tagebau wurde im August 2010 gestoppt, nachdem unabhängige Experten angemahnt hatten, dass die Mine die indigenen Dongria Kondh in der Region „zerstören“ würde. Die Dongria Kondh kämpfen erbittert zusammen mit internationalen Organisationen wie der Menschenrechtsorganisation Survival International gegen das Projekt. Ohne ihren Berg, so erklären sie, würden sie nicht überleben und erst wenn die Raffinerie nicht mehr stehe, könnten sie wieder aufatmen.
Im April 2013 entschied das Oberste Gericht Indiens, dass die Anwohner in diesem Fall das letzte Wort haben sollten. Alle zwölf Ortsräte in dem Gebiet stimmten den Berichten zufolge dagegen. Das Umweltministerium stoppte im Januar 2014 die Pläne zur Bauxit-Förderung endgültig.